# Alcithoe chathamensis
Alcithoe chathamensis är en snäckart som först beskrevs av Dell 1956.  Alcithoe chathamensis ingår i släktet Alcithoe och familjen Volutidae. Inga underarter finns listade i Catalogue of Life.